# الوجه الآخر لمنتصف الليل (رواية)
الوجه الآخر لمنتصف الليل هي رواية للكاتب الأمريكي سيدني شيلدون نشرت في عام 1973. الكتاب وصل إلى رقم 1 في قائمة نيويورك تايمز لأكثر الكتب مبيعا. تحولت الرواية إلى فيلم في عام 1977 وتبعها برواية أخرى أسماها شيلدون: ذكريات منتصف الليل.

## الحبكة
تولد نويل بيج في الفترة بين الحربين العالميتين في عائلة فقيرة في مارسيليا في فرنسا، وعلى الرغم من ذلك فقد كانت تعتقد أنها أفضل من الجميع. في البداية كانت مخلصة لوالدها والذي استغل جمالها عندما بلغت العمر المناسب ليجبرها على أن تكون خليلة أوجست لانشون وهو رجل غني صاحب محل. أُجبرت نويل على ممارسة الجنس معه وتوصلت إلى قاعدة أنها إن استطاعت السيطرة على الرجال فستصبح قوية. تهرب نويل إلى باريس حيث فُتنت بالطيار الأمريكي لورينس لاري دوجلاس والذي يعدها بالزواج عندما يعود من لندن. عندما لا يعود، تصاب نويل بالالتهاب الرئوي وتُنقذ بواسطة الطبيب اليهودي إسرائيل كاتز، والذي يساعدها بدون مقابل لتقف من جديد على أقدامها. لغضبها من خيانة لاري، تقوم نويل بإجهاض طفلهما في أكثر الطرق إيلاما وتقرر وهب الباقي من حياتها في التخطيط من أجل الانتقام منه. في هذا الحين يعود لاري إلى الولايات المتحدة ويتزوج من كاثرين، على الرغم من ضعف العلاقة بينهما بعد الحرب العالمية الثانية حيث أحست كاثرين أن لاري عاد من الحرب شخصا مختلفا.
تستغل نويل الحرب في مصلحتها. حيث تقوم بتأجير محقق خاص وتعرف بأمر زواج لاري وكاثرين. تقوم بإغراء رجلين وهما الممثل والمغني فيليب سوريل والمخرج أرماند جوتير، وتصبح اسما لامعا في المسرح والسينما. في نقطة ما تخاطر بكشف خطتها لتساعد إسرائيل -الرجل الوحيد الذي عاملها بلطف- ليهرب من النازيين إلى إفريقيا. تجذب نويل انتباه كوستا ديميرس وهو يوناني ذو نفوذ تمتد أعماله داخل كل الصناعات حول العالم. تصبح نويل خليلته وتنتقل إلى الفيلا الخاصة به. تعرف أن لاري يواجه وقتا صعبا في التعود على الحياة الطبيعية وأن مهارات الطيار العنيفة الخاصة به لا تناسب الطيران التجاري، وتقنع ديميرس على توظيفه. ينتقل كل من لاري وكاثرين إلى اليونان بسبب عمله الجديد وتكتشف نويل أن لاري لا يتذكرها حتى. تعامله نويل بسوء كموظف لديها لتدفعه إلى اغتصابها حيث تقوم بإخصائه. تندفع نويل وتقع في حبه من جديد. لا يستطيع لاري تذكر ماضيهما لكنه يبقى معها بسبب نفوذها. إلا أنه يصبح غير مستقر عندما يختفي كل من مساعد الطيار الخاص به وخليلته الأخرى هيلينا. تصرّ نويل على طلاق لاري وكاثرين ليصبحا معا. عندما ترفض كاثرين باستمرار، تخطط نويل قتلها. يقوم لاري بتركها في كهف بحري أثناء رحلتهما إلا أنه يضطر العودة عندما تلاحظه قوات حرس السواحل. تحاول كاثرين إخبار الطبيب أن لاري حاول قتلها إلا أن الطبيب يظن أنها تهلوس. تستيقظ كاثرين في منتصف الليل لتسمع لاري ونويل يخططان قتلها وتهرب أثناء عاصفة قوية. تحاول الهرب في قارب لكنها تسقط وتغرق على ما يبدو.
اتهامات كاثرين ضد كل من لاري ونويل تقود إلى محاكمتهما على قتلها. يظل ديميرس غائبا إلا أنه يقوم بزيارة نويل في السجن. يدعي أنه ما زال يحبها وأنه سيدفع للقاضي لتخرج إذا وافقت على العيش معه للأبد. محامي ديميرس نابليون كوتاس يخبر كلا من لاري ونويل ومحامي لاري ستارفوس في نهاية المحاكمة أن ديميرس عقد اتفاقا مع القاضي أنه إن كانا مذنبين فإن لاري سيُمنع من دخول اليونان وسيخدم فترة قصيرة في أمريكا بينما سيؤخذ جواز سفر نويل وستبقى معه للأبد. يوافقان على الاتفاق. إلا أنهما بعد الحكم بأنهما مذنبين، يدركان بأنه لا يكن هناك أي اتفاق عندما يشكرهما القاضي على ضميرهما واعترافهما بالقتل على الرغم من عدم توافر الأدلة ضدهما. يعرض كوتاس على محامي لاري منصبا في شركته ليظل صامتا. يُحكم عليهما بالإعدام ويجلس ديميرس في قاعة الحكم سعيدا. يُنفذ الحكم بعد ذلك بشهور.
في النهاية، يتبرع ديميرس بالأموال لدير قرب البحر حيث تعمل امرأة يبدو أنها كاثرين والتي تم إنقاذها على هذا الساحل.

## التتمة
في عام 1990، أصدر شيلدون تتمة بعنوان ذكريات منتصف الليل. تحولت في عام 1991 إلى سلسلة مصغرة في التلفزيون من بطولة جين سيمور في دور كاثرين ألكسندر. في اليابان، تم تكييفها وتم بثها في الدراما الإذاعية، مع موسيقى تصويرية بواسطة يوكو كانو ومايا ساكاموتو.

## التحولات

### السينما والتلفزيون
- الوجه الآخر لمنتصف الليل (1977) للمخرج تشارلز جاروت. الممثلون يشملون ماري بيزير،جون بيك وسوزان ساراندون وكريستيان ماركوند وجوزيت بانزيت
- أو بيوافا (الهند، 1980)[2]
- في اليابان الوجه الآخرلمنتصف الليل تم تكييفها وبثها في الدراما التلفزيونية، من بطولة اساكا سيتو وكوجي كيكاوا وكيوكي وتشيوكي هوسوكاوا وتيتسوجي تاماياما والموسيقى بواسطة ميكي إيماي.